# 1985년 세계 박람회 (쓰쿠바)

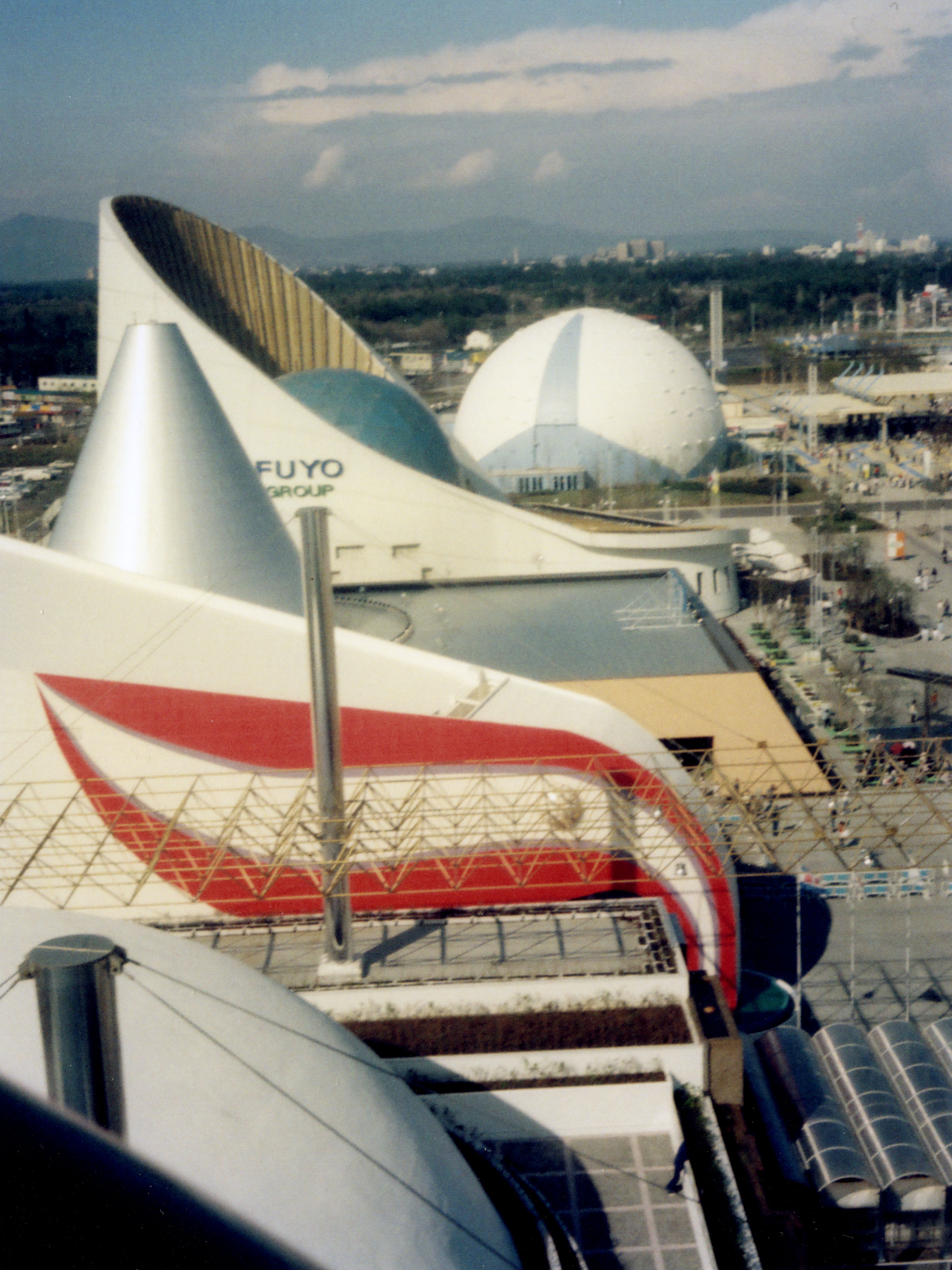
박람회 당시의 박람회장 모습

1985년 세계 박람회, 공식 명칭 국제과학기술박람회(일본어: 国際科学技術博覧会)는 1985년 3월 17일부터 9월 16일까지 일본 이바라키현 쓰쿠바군 야타베정(지금의 쓰쿠바시 미유키가오카)에서 열린 세계 박람회이다. 주제는 "인간, 주거, 환경과 과학 기술"(人間・居住・環境と科学技術)이다.